# VG-20
La VG-20 est rocade autoroutière urbaine qui entoure le sud de l'agglomération de Vigo dans la province de Pontevedra en Espagne en desservant les différents zones de la ville.
D'une longueur de 8.4 km environ, elle relie tout le sud de l'agglomération d'est en ouest de l'autoroute autonome AG-57 au centre urbain de Vigo.
Elle permet de desservir toutes les communes du sud de l'agglomération et relier directement le Port de Vigo à l'autoroute AG-57 (Vigo - Baiona).

## Tracé
Elle débute au sud-est de l'agglomération où elle se détache de l'AG-57 à hauteur de Carballo do Pazo.
La VG-20 dessert le sud de l'agglomération avant de se connecter à l'Avenida de Ricardo Mella qui mène au port au sud-ouest de l'agglomération.